# ابسدورفرگروند
ابسدورفرگروند (به آلمانی: Ebsdorfergrund) یک شهر در آلمان است که در ماربورگ-بیدنکپف واقع شده‌است. ابسدورفرگروند ۸٬۹۹۳ نفر جمعیت دارد.